# Baddinsgill Reservoir
Das Baddinsgill Reservoir ist ein 1930 erbauter Stausee in Schottland. Im Süden schließt der See mit einem Erdwall ab.

## Geographie
Der etwa 910 m lange und maximal 290 m breite See liegt im Norden der Council Area Scottish Borders in den Pentland Hills. Er nimmt eine Fläche von 29,1 Hektar ein. Rund vier Kilometer nördlich befinden sich die Grenzen zu Edinburgh und East Lothian. Der Weiler Carlops liegt drei Kilometer östlich und die Ortschaft West Linton 4,5 Kilometer südöstlich.
Südwestlich erhebt sich der Byrehope Mount (536 m), nordöstlich der Grain Heads (532 m) und östlich der Mount Maw (535 m).
Verschiedene Bergbäche speisen den kleinen Stausee, von denen das an den Hängen des East Cairn Hills entspringende Lyne Water den Hauptzufluss darstellt. Am Südufer fließt das Lyne Water ab. Es entwässert östlich von Peebles in den Tweed.

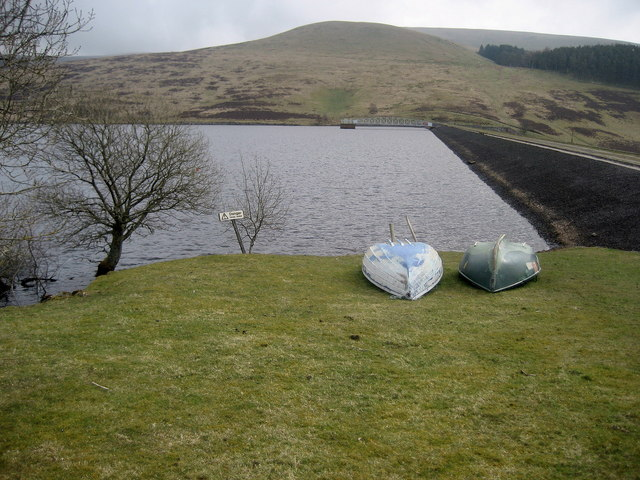
Der abschließende Erdwall
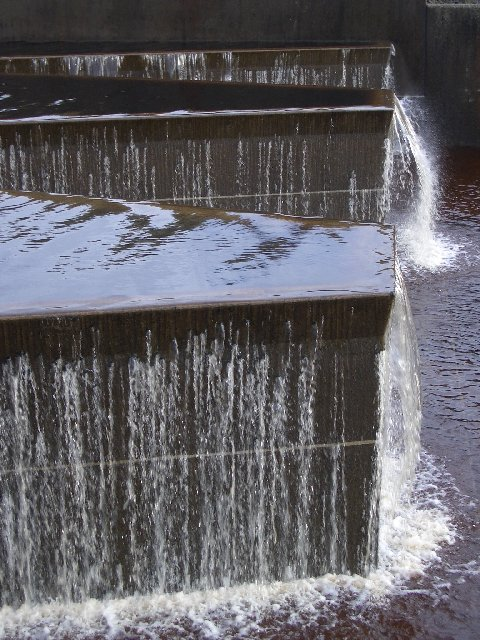
Abfluss aus dem Stausee